# Kamener Kreuz

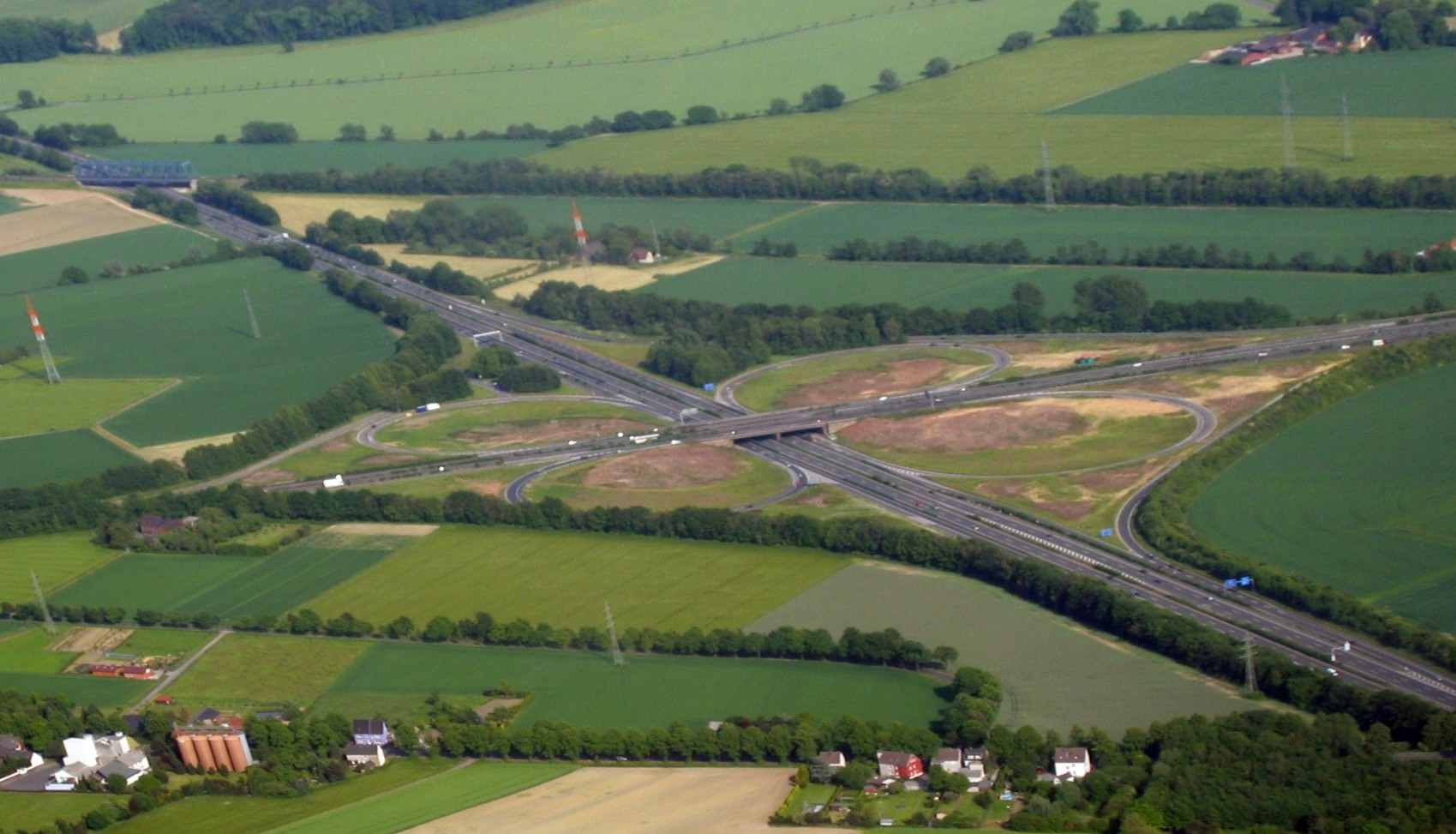
Luftbild in West-Ost-Richtung des Kamener Kreuzes vor dem Umbau

Das Kamener Kreuz ist ein Autobahnkreuz in Nordrhein-Westfalen, das sich in der Metropolregion Rhein-Ruhr befindet. Es verbindet die ersten Autobahnen des Landes, die Bundesautobahn 1 (Heiligenhafen–Köln–Saarbrücken; Nord-Süd-Richtung) und die Bundesautobahn 2 (Oberhausen–Hannover–Berlin; West-Ost-Richtung).

## Geographie
Das Autobahnkreuz liegt im Nordosten des Ruhrgebiets, auf dem Stadtgebiet von Kamen. Die umliegenden Städte sind Hamm, Unna, Bergkamen und die Gemeinde Bönen. Es befindet sich etwa 11 km östlich von Lünen, 12 km südwestlich von Hamm, 18 km nordöstlich von Dortmund und 40 km südlich von Münster.
Es ist Bestandteil des Dortmunder Autobahnrings.
Auf der A 1 trägt das Autobahnkreuz die Anschlussstellennummer 82 und auf der A 2 die Nummer 16.

## Geschichte
Es ist – nach dem Schkeuditzer Kreuz, dem Hermsdorfer Kreuz und dem Frankfurter Kreuz – das viertälteste Autobahnkreuz in Kleeblattform Deutschlands. Es wurde 1937 angefangen zu bauen, allerdings konnten nur die südlichen Rampen sowie die östliche Brücke im Rohbau erstellt werden. Das fertig ausgebaute Autobahnkreuz wurde am 27. Oktober 1956 dem Verkehr übergeben.

### Umbau 2005–2009
Ein Umbau des Kreuzes wurde nach fünfjähriger Bauzeit am 25. August 2009 abgeschlossen. Seitdem ist das Kreuz sechsspurig befahrbar. Eine besondere Herausforderung hierbei waren der Abriss und komplette Neubau der A 1-Brücke, die täglich von 90.000 Fahrzeugen befahren wird.
Das Kreuz hat seitdem die klassische Kleeblattform verloren, da der Verkehr von der A 2 aus Richtung Hannover über eine zweispurige halbdirekte Rampe auf die A 1 in Richtung Köln geleitet wird. Die Rampe unterquert hierbei in einem großen Bogen zunächst die A 1 im nördlichen Bereich des Kreuzes und führt über die A 2 hinweg im westlichen Bereich des Kreuzes an die A 1 Richtung Köln heran. Im Juni 2009 wurde die halbdirekte Rampe für den Verkehr freigegeben. Die bisherige Kreisfahrt im nordwestlichen Sektor des Kreuzes entfiel durch die neue Rampe, das Ohr ist aber weiterhin befahrbar. Die neue Verbindung darf seit 2010 teilweise nur noch mit Geschwindigkeit von 60 km/h befahren werden.
Der Ausbau der Tangentialfahrbahn zwischen der A 1 aus Richtung Köln auf die A 2 Richtung Hannover von einer Spur auf zwei Spuren wurde im November 2009 abgeschlossen. Durch beide Maßnahmen wird dem starken Abbiegeverkehr in der Beziehung Köln-Hannover und umgekehrt Rechnung getragen. Die anderen Verbindungen blieben einspurig.
Durch den Umbau verlor die Autobahnpolizei ihren zentralen Standort mitten im Autobahnkreuz. Sie wurde neu an der A 1 an der Ausfahrt Kamen-Zentrum angesiedelt.

## Trivia

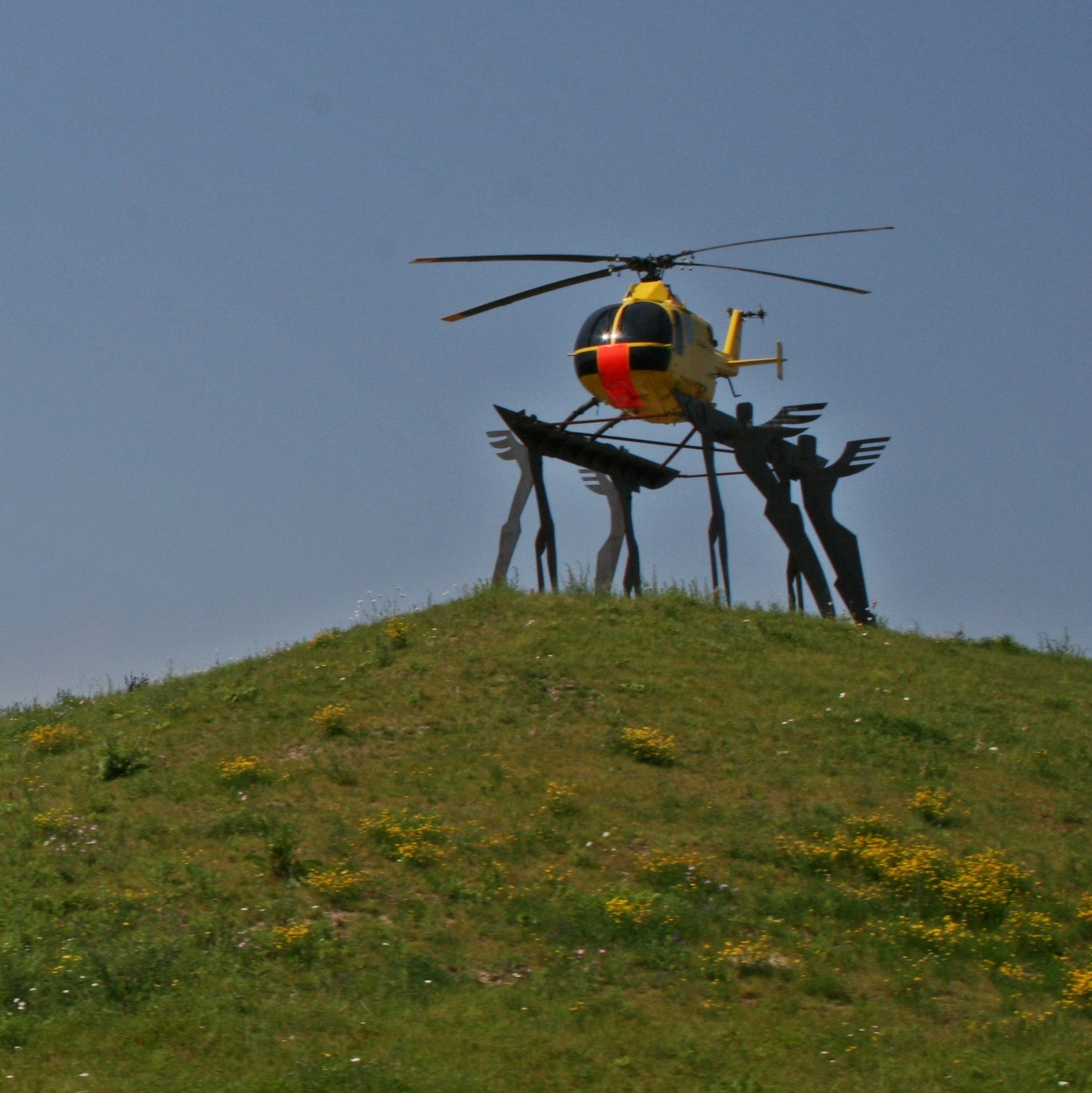
Denkmal, Vorderansicht

Seit September 2011 befindet sich auf dem nordwestlichen Hügel im Kamener Kreuz ein neues Wahrzeichen. Sechs Engel tragen ein Podest, auf dem ein gelber ADAC-Hubschrauber steht. Dieses unübersehbare Denkmal wurde von dem Lüdinghausener Künstler Alfred Gockel gestaltet. Beim Hubschrauber handelt es sich um einen gelb lackierten, ehemaligen Bundeswehr BO-105-M-Verbindungshubschrauber (VBH), der nach Ende seiner regulären Einsatzzeit ohne technische Installationen aufgestellt wurde.
Das Kamener Kreuz wird wegen seiner häufigen Staus und den daraus resultierenden zahlreichen Meldungen im Verkehrsfunk von den Einheimischen auch als „der größte Wallfahrtsort Deutschlands“ bezeichnet.
Der Satiriker und Liedermacher Hans Scheibner beschrieb in seinem Song Kamener Kreuz mit dem Refrain „Ich wohn’ im Auto am Kamener Kreuz“ die häufigen Baustellenstaus.
Der deutsche Musiker Gottlieb Wendehals nennt in seinem Hit Polonäse Blankenese ebenfalls das Autobahnkreuz („Am Kamener Kreuz rechts ab“), ebenso Reinhard Mey („ich stehe im Stau am Kamener Kreuz“) in seinem Lied Aber zuhaus’ kann ich nur in Berlin sein.
In der kurzlebigen Fernsehsendung Welle Wahnsinn (1982) mit Dieter Hallervorden wird auf die Strecke im Lied Geisterfahrer Bezug genommen. Im Film selbst ist aber eine Strecke in Berlin zu sehen.
Die Lassie Singers erwähnen das Kamener Kreuz als Landmarke auf dem Weg zurück aus dem Süden in ihrem Titel Hamburg.
Im Februar 2023 wurde ein Brettspiel zum Kamener Kreuz vorgestellt.

## Verkehrsaufkommen
Es ist aufgrund der hier aufeinandertreffenden wichtigen Verkehrsachsen ein überaus stark befahrener Verkehrsknotenpunkt.
| Von                      | Nach                   | Durchschnittliche tägliche Verkehrsstärke | Durchschnittliche tägliche Verkehrsstärke | Durchschnittliche tägliche Verkehrsstärke | Anteil Schwerlastverkehr | Anteil Schwerlastverkehr | Anteil Schwerlastverkehr |
| Von                      | Nach                   | 2005                                      | 2010                                      | 2015                                      | 2005                     | 2010                     | 2015                     |
| ------------------------ | ---------------------- | ----------------------------------------- | ----------------------------------------- | ----------------------------------------- | ------------------------ | ------------------------ | ------------------------ |
| AS Hamm/Bergkamen (A 1)  | Kamener Kreuz          | 65.600                                    | 63.200                                    | 77.300                                    | 14,0 %                   | 17,1 %                   | 13,4 %                   |
| Kamener Kreuz            | AS Kamen-Zentrum (A 1) | 90.800                                    | 87.100                                    | 91.100                                    | 15,6 %                   | 17,5 %                   | 17,1 %                   |
| AS Kamen/Bergkamen (A 2) | Kamener Kreuz          | 64.500                                    | 51.600                                    | 71.600                                    | 17,7 %                   | 17,1 %                   | 18,3 %                   |
| Kamener Kreuz            | AS Bönen (A 2)         | 74.000                                    | 66.100                                    | 92.300                                    | 20,4 %                   | 21,1 %                   | 18,8 %                   |